# Río Muskoka
El río Muskoka es un río que se encuentra en el distrito municipal Muskoka de la provincia de Ontario, en Canadá.

## Etimología
El nombre «Muskoka» proviene de uno de los jefes de los ojibwa de la región, llamado Mesqua Ukee.

## Recorrido
Desciende de la parte más elevada del Parque Algonquin recorriendo una distancia aproximadamente de 210 kilómetros hacia el suroeste a través de una serie de lagos incluyendo:
- Lago Muskoka
- Lago Joseph
- Lago Rosseau
- Lago de las Bahías

Los cuales terminan en la esquina sureste de la bahía Georgian al sur del distrito de Parry Sound, por medio del río Moon y el río Musquash. 
Las comunidades que recorre son:
- Bracebridge
- Huntsville

## Afluentes
Entre sus ríos afluentes se encuentran:
- Río Indian
- Río Hollow
- Río Oxtongue
- Río Buck
- Río del Este